# Великовский, Лев Борисович
Лев Борисович Велико́вский (8 марта 1905, Могилёв — 14 января 1984, Москва) — советский архитектор и инженер. Кандидат технических наук, доцент.

## Биография
Лев Великовский родился 8 марта 1905 года в Могилёве (по другим данным — 6 марта). В 1929 году окончил инженерно-строительный факультет МВТУ им. Н. Э. Баумана по специальности «архитектура». Среди его преподавателей были И. В. Рыльский, П. А. Голосов и Л. А. Веснин. Член Союза архитекторов СССР с 1933 года. Кандидат технических наук, доцент. В 1932—1943 годах преподавал на отделении промышленного строительства Военно-инженерной академии им. В. В. Куйбышева.
Принимал участие в Великой Отечественной войне в звании инженера-полковника. Участвовал в мероприятиях по маскировке военных, промышленных и других особо ценных объектов Москвы. Занимался сооружением мостов и переправ для обеспечения наступления армии.
В 1943—1946 годах преподавал в Ленинградском инженерно-строительном институте. В 1947—1955 годах преподавал в Московском архитектурном институте. В 1951 году окончил Университет марксизма-ленинизма. С 1955 года преподавал на кафедре архитектуры гражданских и промышленных зданий Московского инженерно-строительного института им. В. В. Куйбышева. Занимался исследованием функциональных проблем архитектуры и градостроительства, а также теории и истории архитектуры. Написал учебник «Основы планировки населённых мест» (в соавторстве с В. К. Степановым и А. С. Тарутиным; 1985).
Умер 14 января 1984 года.

## Работы
По проекту Льва Великовского в Москве в 1928 году был построен универмаг в Сокольнического общества потребителей в рабочем посёлке Богородское (Краснобогатырская улица, 13; перестроен; здание занимает торгово-офисный центр «Богородское подворье»). Он также построил механический цех завода «Шарикоподшипник» (ныне ГПЗ-1; 1932) и Московский аэровокзал (1932; в соавторстве с Н. С. Зарубиным). В 1933 году он принимал участие в конкурсе проектов Дворца техники на Фрунзенской набережной (в соавторстве с П. Е. Бирюковым и Н. С. Зарубиным; поощрительная премия).
В Нижнем Новгороде по проектам Льва Великовского были построены жилые дома, общежитие (1928—1937; Автозаводский район) и цеха Горьковского автомобильного завода (1936—1938; автор генплана совместно с Б. Н. Варгазиным и С. А. Юсовым), Дом Советов (Уфа), жилые дома и универмаг при заводе комбайнов в Саратове (1928—1937).

## Награды
- Орден Красного Знамени[2]
- Орден Красной Звезды[2]
- Медаль «За боевые заслуги»[2]
- Медаль «За победу над Германией в Великой Отечественной войне 1941—1945 гг.»[2]

## Сочинения
- Основные этапы советского градостроительства, М., 1952.
- Архитектурно-строительное проектирование, М., 1953.
- Планировка военных городков, М., 1953.
- Основы планировки и благоустройства населённых мест и промышленных предприятий, М., 1959 (совм. с Б. Н. Варгазиным).
- Основы планировки населённых мест, М., 1985 (совм. с В. К. Степановым и А. С. Тарутиным).